# Gastornis
Gastornis hay chim khổng lồ là một chi chim không bay được tuyệt chủng lớn sống vào cuối thế Paleocen và Eocen của Đại Tân sinh. Chi này được cho rằng gồm 3-4 loài, được biết đến từ những hóa thạch không đầy đủ, tìm thấy tại miền Trung-Tây Âu, Anh, Bỉ, Pháp và Đức. Một loài sống ở Bắc Mỹ có nhiều hóa thạch nhất, nhưng loài này lại thường được đặt trong chi riêng Diatryma. Nhiều nhà khoa học đạt Diatryma trong chi Gastornis vì Diatryma có nhiều điểm tương đồng với Gastornis. Một loài khác cũng bị phân thành chi riêng sống ở Trung Quốc.